# Yu Fujiki
Yu Fujiki (jap. 藤木 悠 Fujiki Yū; * 2. März 1931 in Tokio, Japan; † 19. Dezember 2005 ebenda), eigentlich Yuzo Suzuki (鈴木 悠蔵, Suzuki Yūzō),  war ein japanischer Schauspieler. Er starb an einer Lungenembolie.
Yu spielte in vielen japanischen Klassikern mit, z. B. Godzilla vs. Mothra, King Kong vs Godzilla, Atragon und Yog: Monster from Space.

## Filmografie (Auswahl)
- 1962: Die Rückkehr des King Kong (Kingu Kongu tai Gojira)
- 1963: U 2000 Tauchfahrt des Grauens (Kaitei gunkan)
- 1964: Godzilla und die Urweltraupen (Mosura tai Gojira)
- 1970: Monster des Grauens greifen an (Gezora, Ganime, Kameba: Kessen! Nankai no Daikaiju)
- 1983: Jidai-ya no nyobo – Tonkichi no Oyaji (Time and Tide)
- 1985: Jidai-ya no nyobo 2 – Master of Tonkichi (Time and Tide 2)
- 1986: Uemura Naomi monogatari – Mitsuo Ogawa (Lost in the Wilderness)
- 1991: Daiyukai (Rainbow Kids)
- 2001: Satorare (Transparent: Tribute to a Sad Genius)
- 2005: Kita no zeronen – Kamejiro Noderno (Year One in the North)